# 가이엔타이 (음악 그룹)
카이엔타이(일본어: 海援隊, かいえんたい)는 타케다 테츠야(武田鉄矢, 보컬 1949년생)·나카무타 토시오(中牟田俊男, 리듬기타 1949년생)·치바 카즈오미(千葉和臣, 리드기타 1951년생)로 구성된 일본의 3인조 포크 밴드이다. 사카모토 료마의 팬이었던 타케다가 해원대에서 이름을 따왔다.

## 역사
아마추어 시대에는 우에다 마사토시가 이 밴드에 재적(밴드 '튤립'에 스카우트되면서 탈퇴)했었다. 그 시절에는 일렉트릭 5인조로 편성되어, 라이브 카페 '조화'(타케다도 점원으로 일하던)에 출연해서 블루스 락/하드 락을 연주했다. 「一人ぼっちの軍隊」(왕따의 군대)의 가사는 이 당시부터 존재했다. 타케다 테츠야는 쟈쿠스(Jacks)의 하야카와 요시오의 영향을 강하게 받고 있었다. 이후 치바가 가입하여 3인조 체제로 개편되었다. 크로스비, 스틸즈, 내쉬 & 영의 "Teach Your Children" 등을 연주했다. URC 일본 포크지도의 후쿠오카(야마모토 요시키가 이끄는 "빌리지 보이스")의 음원에도 1곡 참여했다. 후쿠오카시 중앙구 텐진의 스자키 공원에서도 연주한다고 했다.
이즈미야 시게루(泉谷しげる)에 매혹되어 토쿄로 상경한 후 1972년에 앨범 『카이엔타이가 가다』로 일렉레코드를 통해 데뷔한다. 수록곡 "바람은 봄바람"(風は春風)에서는 이즈미야 시게루가 난입하고 있다. 이노우에 요스이 (井上陽水)가 곡을 제공했다. 2집 『고향 편』(1973년) 출시 이후에 수록곡 "어머니에게 바치는 발라드"의 평이 좋아서, 1973년 말에 싱글 컷 하고 히트했다. 3집 『풍운 편』(1974년)을 마지막으로 테이치쿠 레코드로 소속사 이적한다. 1974년 섣달 그믐날에는 『NHK 홍백가합전』에서 "어머니에게 바치는 발라드"로 출전했다.
그 후 한 동안 침체하고 해원대는 겨울의 시대를 맞는다. 콘서트에는 손님도 별로 없고, 설립한 사무실도 직원들에게 월급도 못주고,  카바레 에서 취객들을 상대로 노래를 부르곤 했다. 타케다는 "어머니에게 바치는 발라드"에서 얻은 인세로 겨우 연명하는 괴로운 나날을 보낸다. 1975년 연말에는 타케다는 아내와 선술집에서 설거지를 하고 있었다. 참고로 당시 나카무타 토시오의 집 근처에 살던 가난한 동료가 오구라 토모아키(小倉智昭)이었다. 이 시기, 테이치쿠 블랙 라벨에서 앨범 『방랑 낭만』(漂泊浪漫) 『마음을 담고 회천 편』(心をこめて回天), 라이브 앨범 『회전무대 편』(廻り舞台篇)을 냈다. 블랙 레이블 시절의 앨범은 1970년대 포크의 가작으로 알려지고 음악적인 질도 높지만 공식 페이지의 프로필에서는 재적한 것에 대해서 언급되지 않았다.
1977년에 싱글 "네가 대장"(あんたが大将)가 히트하고 카이엔타이는 갑자기 다시 주목받게 된다. 그 즈음 대일본 제충국(大日本除虫菊)의 바퀴벌레용 살충제 "칵 로치 S"의 CM에 3명 모두 바퀴벌레로 분장하여 출연했다.
1978년에 폴리도르로 이적한다. 앨범 『타락 편』(堕落編)에는 "다라쿠롱" "고향 아직 잊기 어려워" "생각하면 멀리 왔군"등이 수록된다. 이후, 타케다 주연의 TBS드라마 『3학년 B반 긴파치선생 』의 히트로 주제가 " 떠나 보내는 말"(贈る言葉, 1979년)가 밀리언 셀러가 되면서, 이 곡은 1980년대 이후의 학교 졸업식에는 빼놓을 수 없는 불멸의 고정곡이 되고 있다.
1980년 앨범 『아무도 없으니 그곳을 걸어』(誰もいないからそこを歩く)에는 "사람으로서 " (人として)와 일렉 시절 선배·이쿠타 케이타로우(生田敬太郎)의 커버(표지)곡도 수록되어 있다. 앨범 『겨우 이해했다』(ようやく解りかけてきた) 『그래서 혼자가 되다』 (だからひとりになる)을 1982년에 발매하고 있다. 그밖에 『일장춘몽』(一場春夢, 1980년), 『처리기』(始末記, 1982년), 『마지막 라이브』(ラストライブ, 1983년), 또 해산 후 『회상록』(回想録, 1986년)등의 라이브 앨범도 냈다. 영화 『나와 그 애의 이야기』(俺とあいつの物語)의 주제곡"사랑 불가사의"(恋不思議, 1981년)과 『엑스트라』의 주제곡 "엑스트라"(1982년)도 싱글로 발표하고 있었다.
『AERA』의 "현대의 초상"등에 따르면 원래 사카모토 료마가 죽은 연령(33세)까지 계속해서 해산할 예정이었다. 1982년 12월 19일  일본무도관 공연을 갖고 해체됐지만 1993년 4월 10일"드림 라이브 in 후쿠오카 돔"에서 1일만의 재결성을 거쳐서, 다음 1994년에 그룹 활동을 재개했다. 현재도 『3년 B반 긴파치 선생』을 비롯한 타케다가 주연인 드라마 주제곡을 중심으로 싱글과 음반을 발표하고 1990년대에는  도라에몽의 영화 작품 에 대한 곡 제공이나 TV출연이나 라이브 활동 등을 하고 있다. 타케다 자신은 " 떠나 보내는 말"(贈る言葉, 1979년)이전의 카이엔타이는 코믹 밴드였다라면서 자전적 회고를 했다.
현재 동일본 지진의 재해지를 자주 찾고 있지만, 타케다는 "지진 재해가 일어난 니혼마쓰시로부터 북쪽으로 콘서트를 연 적이 없었다"고 말했다.